# Онищенко, Леонид Васильевич
Онищенко Леонид Васильевич (2 марта 1930, Котовск, Одесская область, Украина — 14 июля 2004, Москва) — советский и российский инженер, кандидат технических наук (1981), лауреат Государственной премии СССР (1974), генерал-майор (1986).

## Биография
С августа 1948 года начал службу в Вооруженных Силах. В 1951 году окончил 1-е Московское военное авиационное радиотехническое училище ВВС, а в 1957 году — Военную инженерную академию связи им. С. М. Буденного.
В 1951 году вступил в должность начальника радиотехнической станции «Редут» военной авиационной школы Прикарпатского военного округа. Затем был направлен на остров Сахалин и служил инженером отдельного радиотехнического батальона с 1957 по 1961 годы. В 1961году был назначен инженером по разведке новых видов радиоизлучений 3-го отдела Управления штаба Дальневосточного военного округа.
С декабря 1962 начал службу в ракетных войсках, изначально в должности инженера-механика отдела. В апреля 1965 был назначен руководителем универсальной электронно-вычислительной машины. В февраля 1966 года вступил в должность заместителя начальника по измерениям. В ноябре 1971 года возглавил Центр дальней космической связи недалеко от Евпатории (Крым).
В декабре 1973 года вступил в должность начальника Управления искусственных спутников Земли научного и народно-хозяйственного назначения Главного испытательного космического центра имени Г. С. Титова. В сентябре 1983 года возглавил баллистическое управления 50 Центрального научно-исследовательского института МО имени М. К. Тихонравова (50 ЦНИИКС МО).
В июне 1988 года был уволен.

### Достижения
Он занимался исследованиями в области управления космических аппаратов, а так же разработки их математического обеспечения. Будучи руководителем Центра управления пилотируемыми полетами и автоматизированными системами управления ряда космических аппаратов в Евпатории, он активно участвовал в разработке советской космической программы «Интеркосмос». Он так же руководил разработкой баллистического программного обеспечения Центра управления спутниковой системы навигации «Глонасс».
Автор 40 научных работ.

### Награды
- Орден Октябрьской революции (1983)
- Орден Трудового Красного Знамени (1970)

## Смерть
Умер 15 июля 2004 году в Москве. Похоронен на Троекуровском кладбище.